# Perlflussdelta-Ringautobahn
Die Perlflussdelta-Ringautobahn (chinesisch 珠三角环线高速公路, Pinyin Zhūsānjiǎo huánxiàn gāosù gōnglù, englisch Pearl River Delta Ring Expressway), chin. Abk. G94, ist eine im Bau befindliche ringförmige Autobahn in der Provinz Guangdong im Süden Chinas. Der nach Fertigstellung 456 km lange Autobahnring führt rund um das besonders dicht besiedelte Perlflussdelta. Teile des geplanten Autobahnrings führen durch Hongkong und Macau; diese Sonderverwaltungszonen haben jedoch ihr eigenes System zur Autobahn-Nummerierung. Derzeit ist lediglich der westliche Teil zwischen Zhuhai und Sanshui sowie der östliche Teil von Zengcheng nach Shenzhen fertiggestellt. Der Südteil führt über die seit Oktober 2018 fertiggestellte Hongkong-Zhuhai-Macau-Brücke.